# شکار هیولا
«شکار هیولا» (انگلیسی: Monster Hunt) فیلمی سه بعدی در سبک ماجراجویی و فانتزی است که در سال ۲۰۱۵ منتشر شد. این فیلم محصول کشور چین می‌باشد.

## موضوع فیلم
هیولاها و انسان‌ها در دو سرزمین جدا از هم همزیستی می‌کنند. هنگامیکه شورشیان دنیای هیولاها تصمیم به سرنگونی نظام سلطنتی خود می‌گیرند، ملکهٔ آنها به سرزمین انسانها پناه می‌برد و پس از تولد فرزندش «هوبا» از سوی هیولاها و انسانها تحت تعقیب قرار می‌گیرد.